# Ivana Marija Vidović
Ivana Marija Vidović, hrvaška pianistka in pesnica, * april, Dubrovnik, Jugoslavija (danes Hrvaška).
Vidovićeva je diplomirala leta 2002 na ljubljanski Akademiji za glasbo v razredu Tatjane Ognjanović.